# Rigny-la-Nonneuse
Rigny-la-Nonneuse är en kommun i departementet Aube i regionen Grand Est (tidigare regionen Champagne-Ardenne) i nordöstra Frankrike. Kommunen ligger  i kantonen Marcilly-le-Hayer som ligger i arrondissementet Nogent-sur-Seine. År 2022 hade Rigny-la-Nonneuse 158 invånare.

## Befolkningsutveckling
Antalet invånare i kommunen Rigny-la-Nonneuse
Referens: INSEE